# Ophisops minor
Ophisops minor är en ödleart som beskrevs av Deraniyagala 1971. Ophisops minor ingår i släktet ormögonödlor och familjen lacertider.
Arten förekommer i Sri Lanka och på mindre öar i närheten. Honor lägger ägg. Exemplaren lever i kulliga regioner mellan 300 och 900 meter över havet. De vistas i skogar, i buskskogar, i gräsmarker och besöker jordbruksmark.
Beståndet hotas av gruvdrift och landskapsförändringar. Hela populationen anses vara stor. IUCN listar arten som livskraftig (LC).

## Underarter
Arten delas in i följande underarter:
- O. m. nictans
- O. m. minor